# Wilhelm Götze (Puppenspieler)

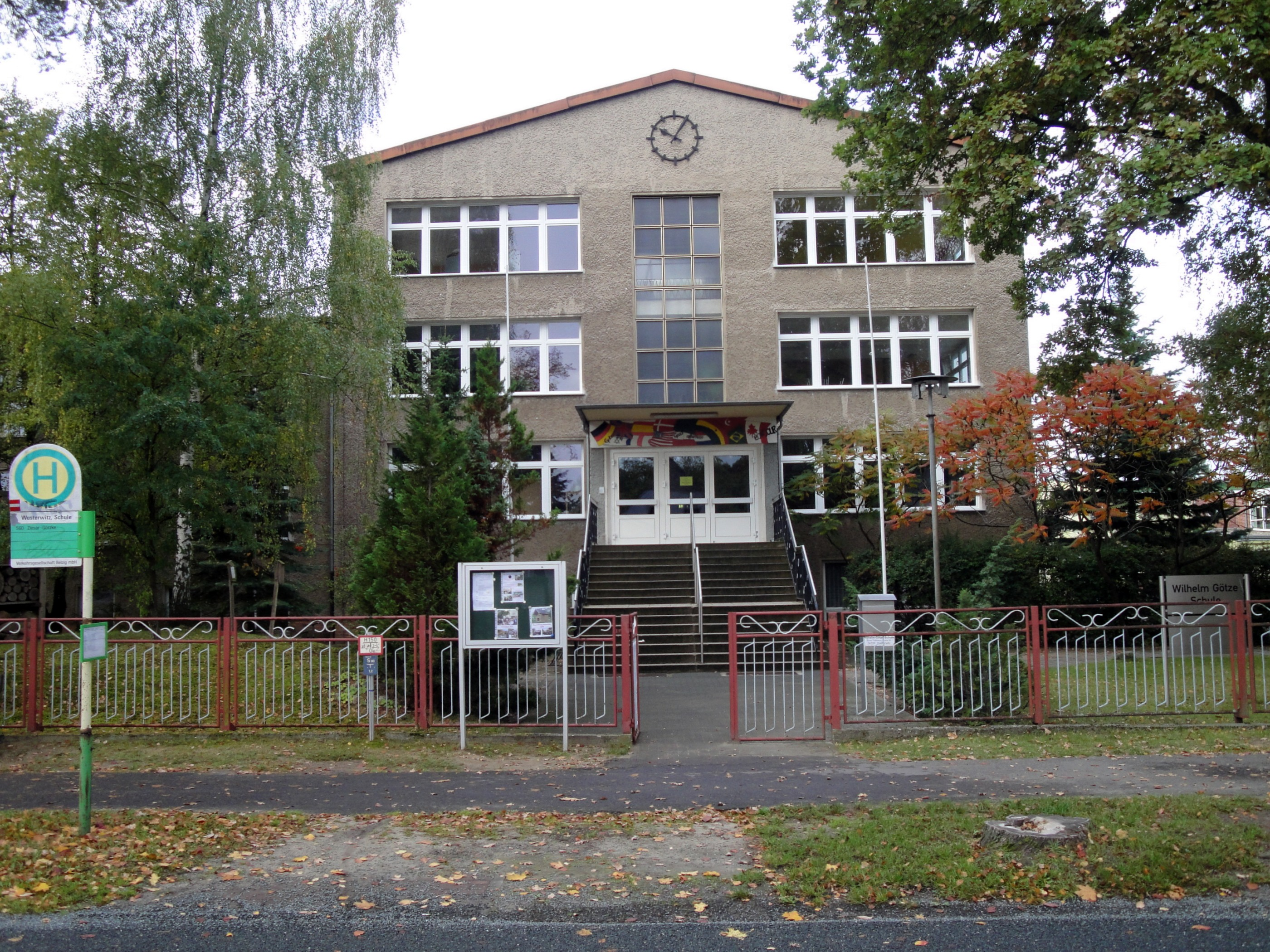
Die Wilhelm-Götze-Grundschule in Wusterwitz

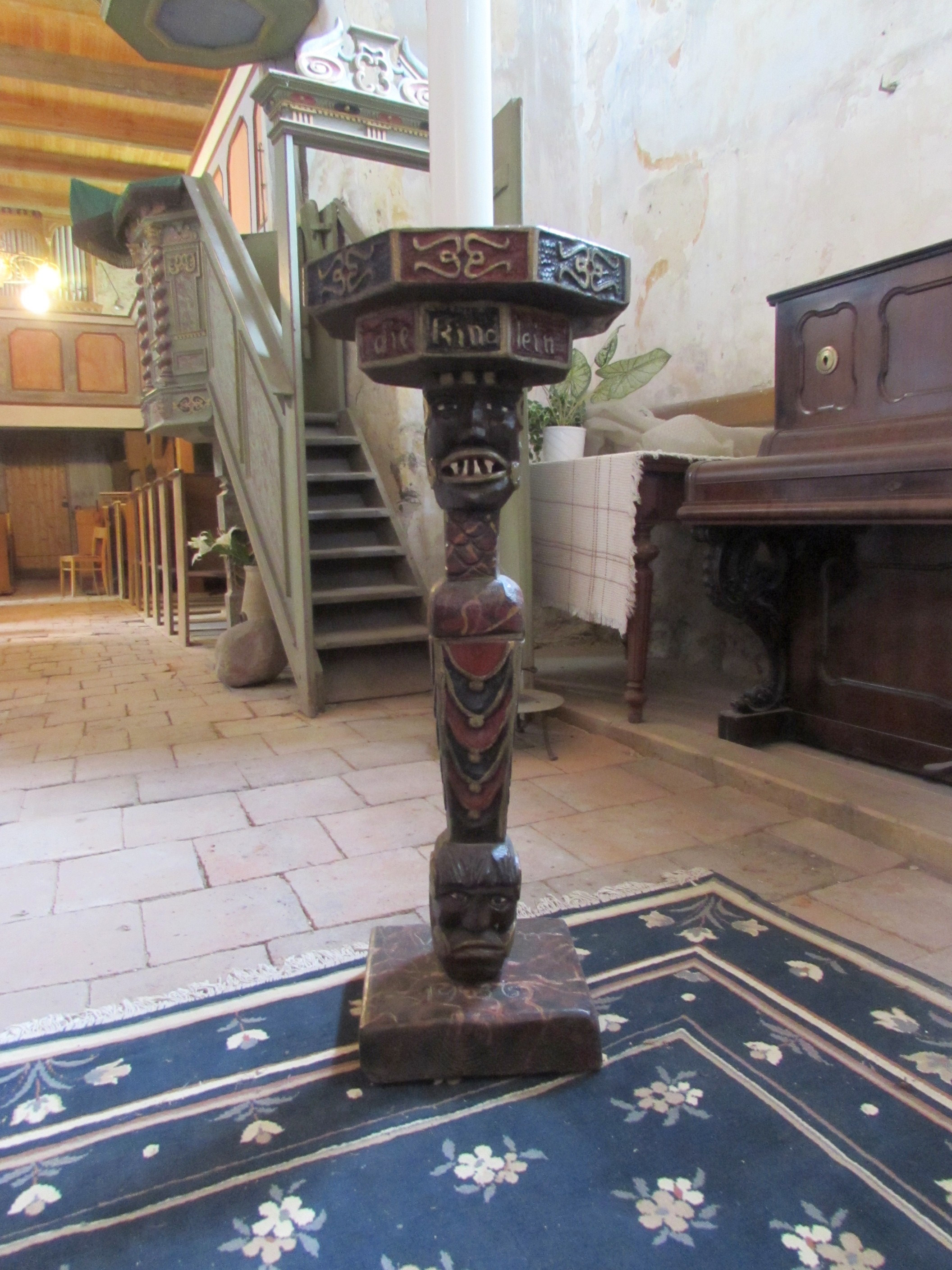
Von Wilhelm Götze geschaffenes Taufbecken in der Dorfkirche Viesen

Wilhelm Götze, genannt Vater Götze, (* 2. Februar 1871 in Großwusterwitz, Landkreis Jerichow II; † 14. Juni 1954 in Brandenburg an der Havel) war ein deutscher Puppenspieler.

## Biographie
Wilhelm Götze wuchs in ärmlichen Verhältnissen auf: Sein Vater starb schon vor seiner Geburt, und seine Mutter hatte ein schmales Einkommen, in dem sie als „Semmelfrau“ Brot auslieferte. Er absolvierte eine Schneiderlehre in Genthin und in Helmstedt, die er allerdings abbrach, um auf Wanderschaft zu gehen. Er bereiste Deutschland, die Schweiz, Italien, Frankreich, Österreich und die Niederlande. Schließlich landete er beim Zirkus, arbeitete zehn Jahre lang als Stallknecht und Flickschneider und trat dann als Clown und Artist auf. Von 1893 bis 1895 musste er im Kaiserlichen Strafregiment dienen, weil er es versäumt hätte, den Wehrdienst anzutreten. 1898 heiratete er seine Frau Auguste aus Ziesar, die in Berlin als Dienstmädchen gearbeitet hatte. Aus der Ehe gingen sechs Kinder hervor, vier Jungen und zwei Mädchen.
Im Februar 1895 trat Götze erstmals mit seinem eigenen Marionettentheater in Großwusterwitz auf. So wie er den Beinamen Vater Götze erhielt, wurde seine Frau Mutter Götze genannt, die gemeinsam mit fünf der Kinder im Familienunternehmen mitarbeitete. Wilhelm Götze schnitzte die Figuren, während seine Frau und die Kinder die Kleidung für die Puppen nähten. Das Puppentheater tourte mit einem Hunde- und später einem Planwagen mit Pferd durch Dörfer und Städte in Mecklenburg, Brandenburg, in der Altmark und im Harz. Nach 1910 reiste die Familie mit einem motorisierten Wohn- und einem Bühnenwagen umher.
Im Ersten Weltkrieg wurde Wilhelm Götze gegen seinen öffentlich bekundeten Willen zum Kriegsdienst eingezogen. 1918 gründete er die „Universal-Künstler-Gruppe Familie Götze“, und das Programm wurde mit Musik und Artistik erweitert. 1922 erhielt Götze die staatliche Anerkennung als Künstler und Marionettenspieler, ging aber ab 1930 nicht mehr selbst mit der Familie auf Tournee, sondern blieb in Wusterwitz und schnitzte Figuren. Im Laufe seiner Lebens stellte er rund 200 Puppen her, darunter ein überlebensgroßes Denkmal, das er seiner Mutter widmete. Für den Radartisten Paul Z’dun, der ebenfalls in Wusterwitz lebte, schuf er einen Hexenkopf, den dieser für seine Auftritte nutzte. Für die Dorfkirche Viesen schnitzte Götze ein hölzernes Taufbecken. Götzes Söhne führten das Marionetten-Theater bis 1958 weiter.
Wilhelm Götze schuf auf seinem am Wusterwitzer See gelegenen Anwesen mit selbstgeschaffenen kuriosen und volkskünstlerischen Schnitzereien und Figuren eine Idylle, Götzes Höh genannt, die zu einem beliebten Ausflugsziel wurde. Als Wohnung diente ein stillgelegter Wohnwagen. Götze führte die Besucher über sein Grundstück und erzählte dabei Anekdoten und Geschichten. Vater Götze galt in seinem Heimatort als „Original“. Beerdigt wurde er in einem von ihm selbst geschnitzten Sarg.

## Gedenken
Im Heimatmuseum von Wusterwitz wird im Rahmen einer Dauerausstellung des Wusterwitzer Heimat- und Kulturvereins an Wilhelm Götze erinnert. Die örtliche Grundschule ist nach ihm benannt, und 2014 wurde eine Gedenktafel für ihn auf dem örtlichen Friedhof enthüllt. Von Götze selbst geschnitzte Grabplatten für seine Frau und ihn selbst sind im Museum in Brandenburg ausgestellt.